# Аппий Клавдий Пульхр (консул-суффект 130 года до н. э.)
Аппий Кла́вдий Пу́льхр (лат. (Appius Claudius Pulcher; умер после 130 года до н. э.) — римский политический деятель из патрицианского рода Клавдиев, консул-суффект 130 года до н. э. Получил эту должность после смерти консула Луция Корнелия Лентула. Учитывая требования закона Виллия, Аппий должен был не позже 133 года до н. э. занимать пост претора. Предположительно именно его упоминает Цицерон в трактате «Об ораторе» как объект двух шуток Марка Антония Оратора.
По одной из версий, Аппий мог приходиться отцом военному трибуну 87 года до н. э. того же имени Гаю Клавдию Глабру, разбитому Спартаком в начале восстания (правда, Глабр был плебеем).